# 季蒂昂的芝诺
季蒂昂的芝诺（希臘語：Ζήνων ὁ Κιτιεύς，约前334年—约前262年），古希腊哲学家。

## 生平
生於塞普勒斯季蒂昂（客提翁，今兰纳加），相传其祖先为闪姆人。父为商人。求学于雅典。於公元前313年左右前往雅典研究哲學，受到蘇格拉底、赫拉克利特、犬儒學派等人的影響，于公元前305年左右創立了斯多噶学派。公元前300年间他在雅典市场的斯多噶（意即画廊）讲学。他把哲学分为逻辑学、物理学和伦理学三个部分。继承了赫拉克利特关于世界本原是“火”的学说，但又把“火”视为世界的灵魂。把赫拉克利特的“逻各斯”（客观世界的规律性）看作神秘的“宇宙理性”或“命运”，认为人应服从命运，按照“一种顺应自然的方式生活”。在认识论上承认人的认识是客观事物的反映，具有朴素唯物主义因素。还主张苦行，认为寡欲是最高道德目标。该学说后来流行于罗马的上层社会。 